# キム・ミス
キム・ミス（김미수、1992年3月16日 - 2022年1月5日）は、韓国の女優。
韓国芸術総合学校出身。2018年に短編映画『リップスティック・レボリューション』でデビュー。
2022年1月5日、死去。29歳（当初は31歳と報道された）。死因は非公表。
テレビドラマ『スノードロップ』に出演中であった。事前制作で撮影は既に終わっているが、彼女の撮影分の放送については遺族と話し合われる予定。また、撮影中であったDisney+のテレビドラマ『キス・シックス・センス』は、彼女の急死によって撮影が中断した。

## 主な出演作品

### 映画
- リップスティック・レボリューション（2018年） ※短編映画
- メモリーズ（2019年）
- 殺人鬼から逃げる夜（2019年）
- 呪呪呪/死者をあやつるもの（2021年）

### テレビドラマ
- ルワク人間（2019年、JTBC） - チョン・ジヒョン 役
- ハイバイ、ママ!（2020年、tvN） - チャ・ヨンジ 役
- 恋の始まりは出馬から!? すべき就職はしないで出師表（2020年、KBS 2TV） - クォン・ウヨン 役
- 保健教師アン・ウニョン（2020年、Netflix） - ファン・ガヨン 役
- ユミの細胞たち（2021年、TVING、tvN） - ジャヨン 役
- スノードロップ（2021年 - 2022年、JTBC） - ヨ・ジョンミン 役
- キス・シックス・センス（2023年、Disney+） - キム・ミンヒ 役